# Кыпа-Няркылькы
Кыпа-Няркылькы (устар. Кыпа-Няргель-Кы) — река в России, протекает по территории Ямало-Ненецкого автономного округа. Устье реки находится в 52 км по левому берегу реки Няркылькы. Длина реки составляет 33 км. В 1 км от устья по правому берегу реки впадает река Нёримтелиняркылькы.

## Данные водного реестра
По данным государственного водного реестра России относится к Нижнеобскому бассейновому округу, водохозяйственный участок реки — Таз. Речной бассейн реки — Таз.
Код объекта в государственном водном реестре — 15050000112115300066007.